# LOVERSOUL
LOVERSOUL（ラバーソウル）はパートナーブランド加盟のアダルトゲームブランド。同名の同人ゲームサークルを商業化して設立された。

## 作品一覧

### 同人ゲーム
- 2003年4月29日 - CAROL
- 2003年8月15日 - ARIA
- 2004年8月15日 - 希望入りパン菓子
- 2004年12月30日 - 花咲くオトメのための嬉遊曲
- 2005年12月30日 - 花咲くオトメのための嬉遊曲 -イレギュラーズ-

### 商業ゲーム
- 2005年4月28日 - 盗んでMy Heart
- 2006年4月14日 - 春萌 〜はるもい〜
- 2007年1月26日 - 春萌 〜はるもい〜 沙緒アフター
- 2007年8月24日 - STEP×STEADY
- 2008年5月23日 - LOVERSOULファンディスク 〜恋魂詰〜
- 2009年6月19日 - 姫さまはプリンセス
- 2010年9月24日 - Green Strawberry

## 主なスタッフ

### 原画
- はいおく
- 菜然しかな

### シナリオ
- 夏葉薫
- 徐直諒
- 山科菊助
- 湯宮ウサギ

### 音楽
- MysticPhase
  - 川崎流
  - 朝霧奏